# 中国国民党革命委员会湖南省委员会
中国国民党革命委员会湖南省委员会，简称民革湖南省委、湖南民革，是中国国民党革命委员会在湖南省的地方组织。